# ليون غولاب
ليون غولاب (بالإنجليزية: Leon Golub)‏ هو رسام أمريكي، ولد في 23 يناير 1922 في شيكاغو في الولايات المتحدة، وتوفي في 8 أغسطس 2004 في نيويورك في الولايات المتحدة.

## وصلات خارجية
- ليون غولاب على موقع الموسوعة البريطانية (الإنجليزية)
- ليون غولاب على موقع مونزينجر (الألمانية)